# Upper Hay River 212
Upper Hay River 212 är ett reservat i Kanada.   Det ligger i provinsen Alberta, i den centrala delen av landet, 3 200 km väster om huvudstaden Ottawa.
I omgivningarna runt Upper Hay River 212 växer i huvudsak blandskog. Runt Upper Hay River 212 är det glesbefolkat, med 12 invånare per kvadratkilometer.